# باقرزاده
باقرزاده (به معنای نسل و فرزند باقر) از نام‌های خانوادگی ایرانی است برای افرادی چون:
- منصوره خجسته باقرزاده همسر سید علی خامنه‌ای
- علی باقرزاده شاعر، نویسنده، بازرگان و نیکوکار مشهدی
- محسن باقرزاده ناشر سابق ایرانی
- محمد باقرزاده از فرماندهان سپاه پاسداران انقلاب اسلامی
- حسن خجسته باقرزاده معاون صدای سازمان صدا و سیمای جمهوری اسلامی ایران